# Aloe cannellii
Aloe cannellii är en grästrädsväxtart som beskrevs av Leslie Larry Charles Leach. Aloe cannellii ingår i släktet Aloe och familjen grästrädsväxter. Inga underarter finns listade i Catalogue of Life.

## Bildgalleri

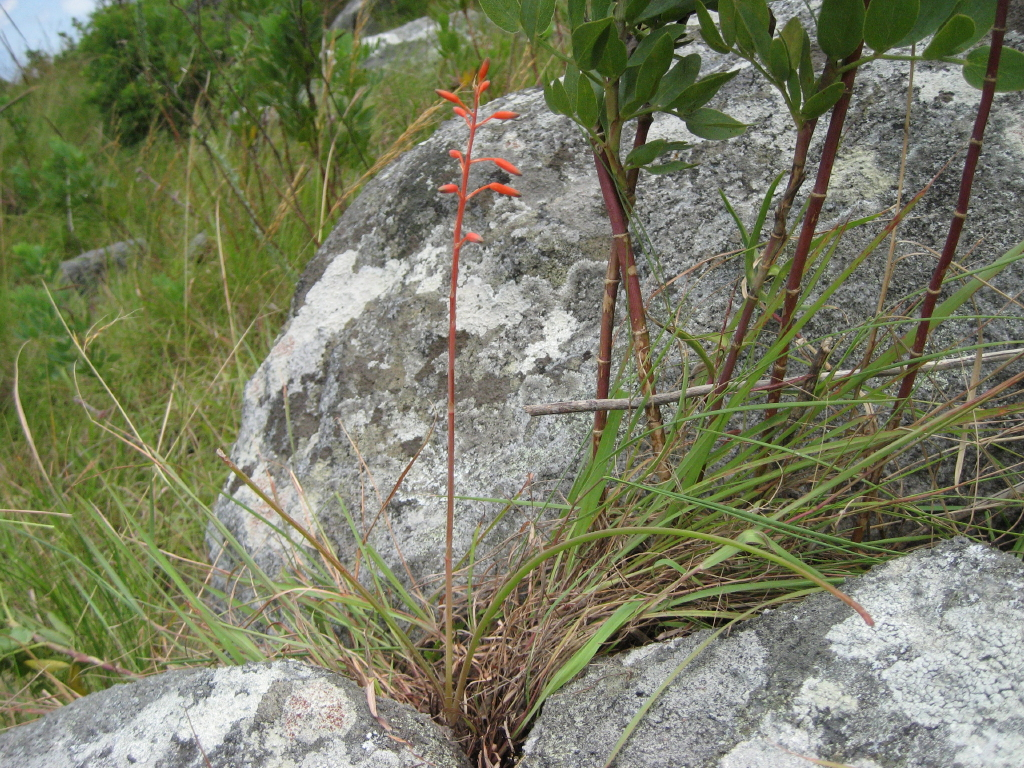
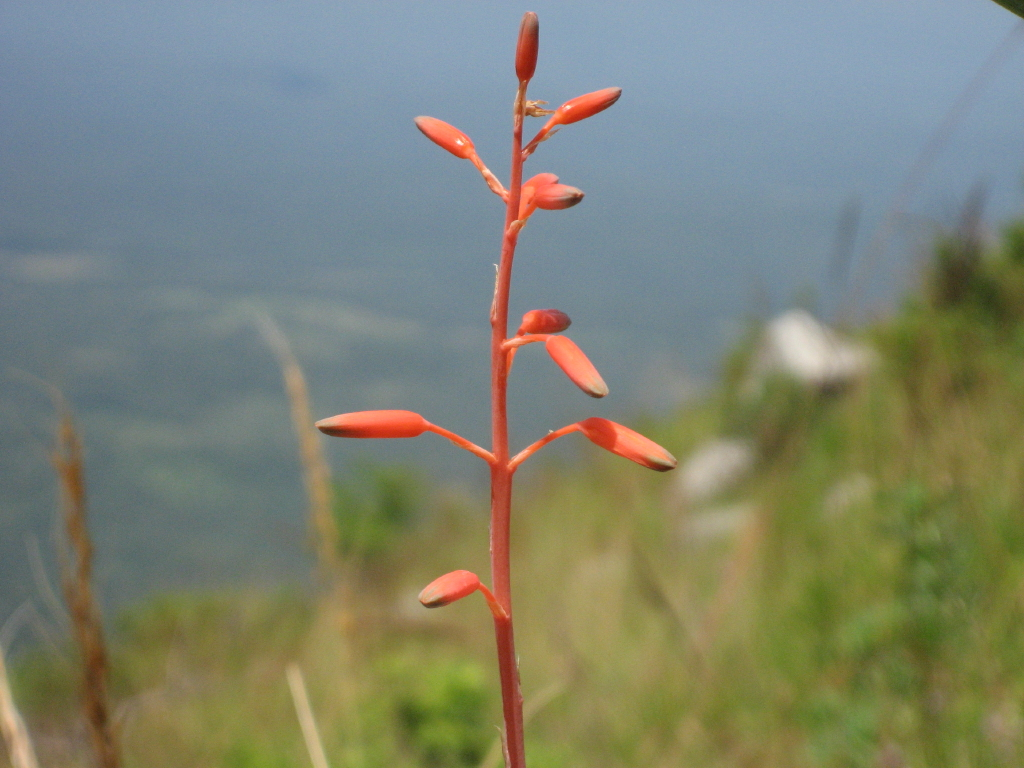